# Живульская, Кристина
Кристина Живульская (пол. Krystyna Żywulska; 1 сентября 1914 года в Лодзи, Петроковская губерния, Царство Польское, Российская империя — 1 августа 1993 года, Дюссельдорф, Германия), настоящее имя — Соня Ландау (пол. Zofia (Sonia) Landau) — польская писательница и автор песен еврейского происхождения.

## Биография
Соня Ландау (Кристина Живульская) родилась 1 сентября 1914 года в Лодзи. Училась в еврейской гимназии, потом — в Варшавском университете, где изучала юриспруденцию.
В 1941 году со всей семьёй была депортирована в Варшавское гетто.
26 августа 1942 года вместе с матерью бежала из гетто, и на «арийской стороне» присоединилась к движению сопротивления — вступила в польское подполье и помогала беглым евреям и немецким дезертирам, изготовляя для них фальшивые документы и удостоверения личности. Сама она присвоила документы Зофьи Вишневской.
В августе 1943 года была арестована в Варшаве и отправлена в Главное управление Гестапо, затем — в тюрьму Павяк, и наконец — в концлагерь Освенцим, где и начала писать стихи.
18 января 1945 года сумела бежать из марша смерти Биркенау — Водзислав-Слёнски.
Кристина Живульская стала известна благодаря своей книге «Я пережила Освенцим» (пол. Przeżyłam Oświęcim) — откровенному и яркому повествованию о существовании и утратах в нацистских лагерях Освенцим и Биркенау.
Её мужем был полковник госбезопасности Леон Анджеевский, которому она родила двух сыновей, вынужденных в 1968 году покинуть страну из-за своего еврейского происхождения, когда в Польше резко усилился антисемитизм.
В 1970 году Живульская сама переехала в Дюссельдорф, чтобы быть рядом со своими сыновьями.
Умерла 1 августа 1993 года в Дюссельдорфе.